# Campionat del món d'escacs de 1897
|   | a | b | c | d | e | f | g | h |   |
| 8 | b8 negres torre · h8 negres rei · d7 negres dama · g7 negres peó · h7 negres peó · a6 negres peó · c6 negres alfil · f6 negres peó · g6 negres cavall · a5 blanques peó · e5 negres peó · b4 blanques alfil · c4 blanques alfil · d4 negres torre · b3 blanques dama · g3 blanques peó · b2 blanques peó · e2 blanques torre · f2 blanques peó · g2 blanques peó · e1 blanques torre · g1 blanques rei | b8 negres torre · h8 negres rei · d7 negres dama · g7 negres peó · h7 negres peó · a6 negres peó · c6 negres alfil · f6 negres peó · g6 negres cavall · a5 blanques peó · e5 negres peó · b4 blanques alfil · c4 blanques alfil · d4 negres torre · b3 blanques dama · g3 blanques peó · b2 blanques peó · e2 blanques torre · f2 blanques peó · g2 blanques peó · e1 blanques torre · g1 blanques rei | b8 negres torre · h8 negres rei · d7 negres dama · g7 negres peó · h7 negres peó · a6 negres peó · c6 negres alfil · f6 negres peó · g6 negres cavall · a5 blanques peó · e5 negres peó · b4 blanques alfil · c4 blanques alfil · d4 negres torre · b3 blanques dama · g3 blanques peó · b2 blanques peó · e2 blanques torre · f2 blanques peó · g2 blanques peó · e1 blanques torre · g1 blanques rei | b8 negres torre · h8 negres rei · d7 negres dama · g7 negres peó · h7 negres peó · a6 negres peó · c6 negres alfil · f6 negres peó · g6 negres cavall · a5 blanques peó · e5 negres peó · b4 blanques alfil · c4 blanques alfil · d4 negres torre · b3 blanques dama · g3 blanques peó · b2 blanques peó · e2 blanques torre · f2 blanques peó · g2 blanques peó · e1 blanques torre · g1 blanques rei | b8 negres torre · h8 negres rei · d7 negres dama · g7 negres peó · h7 negres peó · a6 negres peó · c6 negres alfil · f6 negres peó · g6 negres cavall · a5 blanques peó · e5 negres peó · b4 blanques alfil · c4 blanques alfil · d4 negres torre · b3 blanques dama · g3 blanques peó · b2 blanques peó · e2 blanques torre · f2 blanques peó · g2 blanques peó · e1 blanques torre · g1 blanques rei | b8 negres torre · h8 negres rei · d7 negres dama · g7 negres peó · h7 negres peó · a6 negres peó · c6 negres alfil · f6 negres peó · g6 negres cavall · a5 blanques peó · e5 negres peó · b4 blanques alfil · c4 blanques alfil · d4 negres torre · b3 blanques dama · g3 blanques peó · b2 blanques peó · e2 blanques torre · f2 blanques peó · g2 blanques peó · e1 blanques torre · g1 blanques rei | b8 negres torre · h8 negres rei · d7 negres dama · g7 negres peó · h7 negres peó · a6 negres peó · c6 negres alfil · f6 negres peó · g6 negres cavall · a5 blanques peó · e5 negres peó · b4 blanques alfil · c4 blanques alfil · d4 negres torre · b3 blanques dama · g3 blanques peó · b2 blanques peó · e2 blanques torre · f2 blanques peó · g2 blanques peó · e1 blanques torre · g1 blanques rei | b8 negres torre · h8 negres rei · d7 negres dama · g7 negres peó · h7 negres peó · a6 negres peó · c6 negres alfil · f6 negres peó · g6 negres cavall · a5 blanques peó · e5 negres peó · b4 blanques alfil · c4 blanques alfil · d4 negres torre · b3 blanques dama · g3 blanques peó · b2 blanques peó · e2 blanques torre · f2 blanques peó · g2 blanques peó · e1 blanques torre · g1 blanques rei | 8 |
| 7 | b8 negres torre · h8 negres rei · d7 negres dama · g7 negres peó · h7 negres peó · a6 negres peó · c6 negres alfil · f6 negres peó · g6 negres cavall · a5 blanques peó · e5 negres peó · b4 blanques alfil · c4 blanques alfil · d4 negres torre · b3 blanques dama · g3 blanques peó · b2 blanques peó · e2 blanques torre · f2 blanques peó · g2 blanques peó · e1 blanques torre · g1 blanques rei | b8 negres torre · h8 negres rei · d7 negres dama · g7 negres peó · h7 negres peó · a6 negres peó · c6 negres alfil · f6 negres peó · g6 negres cavall · a5 blanques peó · e5 negres peó · b4 blanques alfil · c4 blanques alfil · d4 negres torre · b3 blanques dama · g3 blanques peó · b2 blanques peó · e2 blanques torre · f2 blanques peó · g2 blanques peó · e1 blanques torre · g1 blanques rei | b8 negres torre · h8 negres rei · d7 negres dama · g7 negres peó · h7 negres peó · a6 negres peó · c6 negres alfil · f6 negres peó · g6 negres cavall · a5 blanques peó · e5 negres peó · b4 blanques alfil · c4 blanques alfil · d4 negres torre · b3 blanques dama · g3 blanques peó · b2 blanques peó · e2 blanques torre · f2 blanques peó · g2 blanques peó · e1 blanques torre · g1 blanques rei | b8 negres torre · h8 negres rei · d7 negres dama · g7 negres peó · h7 negres peó · a6 negres peó · c6 negres alfil · f6 negres peó · g6 negres cavall · a5 blanques peó · e5 negres peó · b4 blanques alfil · c4 blanques alfil · d4 negres torre · b3 blanques dama · g3 blanques peó · b2 blanques peó · e2 blanques torre · f2 blanques peó · g2 blanques peó · e1 blanques torre · g1 blanques rei | b8 negres torre · h8 negres rei · d7 negres dama · g7 negres peó · h7 negres peó · a6 negres peó · c6 negres alfil · f6 negres peó · g6 negres cavall · a5 blanques peó · e5 negres peó · b4 blanques alfil · c4 blanques alfil · d4 negres torre · b3 blanques dama · g3 blanques peó · b2 blanques peó · e2 blanques torre · f2 blanques peó · g2 blanques peó · e1 blanques torre · g1 blanques rei | b8 negres torre · h8 negres rei · d7 negres dama · g7 negres peó · h7 negres peó · a6 negres peó · c6 negres alfil · f6 negres peó · g6 negres cavall · a5 blanques peó · e5 negres peó · b4 blanques alfil · c4 blanques alfil · d4 negres torre · b3 blanques dama · g3 blanques peó · b2 blanques peó · e2 blanques torre · f2 blanques peó · g2 blanques peó · e1 blanques torre · g1 blanques rei | b8 negres torre · h8 negres rei · d7 negres dama · g7 negres peó · h7 negres peó · a6 negres peó · c6 negres alfil · f6 negres peó · g6 negres cavall · a5 blanques peó · e5 negres peó · b4 blanques alfil · c4 blanques alfil · d4 negres torre · b3 blanques dama · g3 blanques peó · b2 blanques peó · e2 blanques torre · f2 blanques peó · g2 blanques peó · e1 blanques torre · g1 blanques rei | b8 negres torre · h8 negres rei · d7 negres dama · g7 negres peó · h7 negres peó · a6 negres peó · c6 negres alfil · f6 negres peó · g6 negres cavall · a5 blanques peó · e5 negres peó · b4 blanques alfil · c4 blanques alfil · d4 negres torre · b3 blanques dama · g3 blanques peó · b2 blanques peó · e2 blanques torre · f2 blanques peó · g2 blanques peó · e1 blanques torre · g1 blanques rei | 7 |
| 6 | b8 negres torre · h8 negres rei · d7 negres dama · g7 negres peó · h7 negres peó · a6 negres peó · c6 negres alfil · f6 negres peó · g6 negres cavall · a5 blanques peó · e5 negres peó · b4 blanques alfil · c4 blanques alfil · d4 negres torre · b3 blanques dama · g3 blanques peó · b2 blanques peó · e2 blanques torre · f2 blanques peó · g2 blanques peó · e1 blanques torre · g1 blanques rei | b8 negres torre · h8 negres rei · d7 negres dama · g7 negres peó · h7 negres peó · a6 negres peó · c6 negres alfil · f6 negres peó · g6 negres cavall · a5 blanques peó · e5 negres peó · b4 blanques alfil · c4 blanques alfil · d4 negres torre · b3 blanques dama · g3 blanques peó · b2 blanques peó · e2 blanques torre · f2 blanques peó · g2 blanques peó · e1 blanques torre · g1 blanques rei | b8 negres torre · h8 negres rei · d7 negres dama · g7 negres peó · h7 negres peó · a6 negres peó · c6 negres alfil · f6 negres peó · g6 negres cavall · a5 blanques peó · e5 negres peó · b4 blanques alfil · c4 blanques alfil · d4 negres torre · b3 blanques dama · g3 blanques peó · b2 blanques peó · e2 blanques torre · f2 blanques peó · g2 blanques peó · e1 blanques torre · g1 blanques rei | b8 negres torre · h8 negres rei · d7 negres dama · g7 negres peó · h7 negres peó · a6 negres peó · c6 negres alfil · f6 negres peó · g6 negres cavall · a5 blanques peó · e5 negres peó · b4 blanques alfil · c4 blanques alfil · d4 negres torre · b3 blanques dama · g3 blanques peó · b2 blanques peó · e2 blanques torre · f2 blanques peó · g2 blanques peó · e1 blanques torre · g1 blanques rei | b8 negres torre · h8 negres rei · d7 negres dama · g7 negres peó · h7 negres peó · a6 negres peó · c6 negres alfil · f6 negres peó · g6 negres cavall · a5 blanques peó · e5 negres peó · b4 blanques alfil · c4 blanques alfil · d4 negres torre · b3 blanques dama · g3 blanques peó · b2 blanques peó · e2 blanques torre · f2 blanques peó · g2 blanques peó · e1 blanques torre · g1 blanques rei | b8 negres torre · h8 negres rei · d7 negres dama · g7 negres peó · h7 negres peó · a6 negres peó · c6 negres alfil · f6 negres peó · g6 negres cavall · a5 blanques peó · e5 negres peó · b4 blanques alfil · c4 blanques alfil · d4 negres torre · b3 blanques dama · g3 blanques peó · b2 blanques peó · e2 blanques torre · f2 blanques peó · g2 blanques peó · e1 blanques torre · g1 blanques rei | b8 negres torre · h8 negres rei · d7 negres dama · g7 negres peó · h7 negres peó · a6 negres peó · c6 negres alfil · f6 negres peó · g6 negres cavall · a5 blanques peó · e5 negres peó · b4 blanques alfil · c4 blanques alfil · d4 negres torre · b3 blanques dama · g3 blanques peó · b2 blanques peó · e2 blanques torre · f2 blanques peó · g2 blanques peó · e1 blanques torre · g1 blanques rei | b8 negres torre · h8 negres rei · d7 negres dama · g7 negres peó · h7 negres peó · a6 negres peó · c6 negres alfil · f6 negres peó · g6 negres cavall · a5 blanques peó · e5 negres peó · b4 blanques alfil · c4 blanques alfil · d4 negres torre · b3 blanques dama · g3 blanques peó · b2 blanques peó · e2 blanques torre · f2 blanques peó · g2 blanques peó · e1 blanques torre · g1 blanques rei | 6 |
| 5 | b8 negres torre · h8 negres rei · d7 negres dama · g7 negres peó · h7 negres peó · a6 negres peó · c6 negres alfil · f6 negres peó · g6 negres cavall · a5 blanques peó · e5 negres peó · b4 blanques alfil · c4 blanques alfil · d4 negres torre · b3 blanques dama · g3 blanques peó · b2 blanques peó · e2 blanques torre · f2 blanques peó · g2 blanques peó · e1 blanques torre · g1 blanques rei | b8 negres torre · h8 negres rei · d7 negres dama · g7 negres peó · h7 negres peó · a6 negres peó · c6 negres alfil · f6 negres peó · g6 negres cavall · a5 blanques peó · e5 negres peó · b4 blanques alfil · c4 blanques alfil · d4 negres torre · b3 blanques dama · g3 blanques peó · b2 blanques peó · e2 blanques torre · f2 blanques peó · g2 blanques peó · e1 blanques torre · g1 blanques rei | b8 negres torre · h8 negres rei · d7 negres dama · g7 negres peó · h7 negres peó · a6 negres peó · c6 negres alfil · f6 negres peó · g6 negres cavall · a5 blanques peó · e5 negres peó · b4 blanques alfil · c4 blanques alfil · d4 negres torre · b3 blanques dama · g3 blanques peó · b2 blanques peó · e2 blanques torre · f2 blanques peó · g2 blanques peó · e1 blanques torre · g1 blanques rei | b8 negres torre · h8 negres rei · d7 negres dama · g7 negres peó · h7 negres peó · a6 negres peó · c6 negres alfil · f6 negres peó · g6 negres cavall · a5 blanques peó · e5 negres peó · b4 blanques alfil · c4 blanques alfil · d4 negres torre · b3 blanques dama · g3 blanques peó · b2 blanques peó · e2 blanques torre · f2 blanques peó · g2 blanques peó · e1 blanques torre · g1 blanques rei | b8 negres torre · h8 negres rei · d7 negres dama · g7 negres peó · h7 negres peó · a6 negres peó · c6 negres alfil · f6 negres peó · g6 negres cavall · a5 blanques peó · e5 negres peó · b4 blanques alfil · c4 blanques alfil · d4 negres torre · b3 blanques dama · g3 blanques peó · b2 blanques peó · e2 blanques torre · f2 blanques peó · g2 blanques peó · e1 blanques torre · g1 blanques rei | b8 negres torre · h8 negres rei · d7 negres dama · g7 negres peó · h7 negres peó · a6 negres peó · c6 negres alfil · f6 negres peó · g6 negres cavall · a5 blanques peó · e5 negres peó · b4 blanques alfil · c4 blanques alfil · d4 negres torre · b3 blanques dama · g3 blanques peó · b2 blanques peó · e2 blanques torre · f2 blanques peó · g2 blanques peó · e1 blanques torre · g1 blanques rei | b8 negres torre · h8 negres rei · d7 negres dama · g7 negres peó · h7 negres peó · a6 negres peó · c6 negres alfil · f6 negres peó · g6 negres cavall · a5 blanques peó · e5 negres peó · b4 blanques alfil · c4 blanques alfil · d4 negres torre · b3 blanques dama · g3 blanques peó · b2 blanques peó · e2 blanques torre · f2 blanques peó · g2 blanques peó · e1 blanques torre · g1 blanques rei | b8 negres torre · h8 negres rei · d7 negres dama · g7 negres peó · h7 negres peó · a6 negres peó · c6 negres alfil · f6 negres peó · g6 negres cavall · a5 blanques peó · e5 negres peó · b4 blanques alfil · c4 blanques alfil · d4 negres torre · b3 blanques dama · g3 blanques peó · b2 blanques peó · e2 blanques torre · f2 blanques peó · g2 blanques peó · e1 blanques torre · g1 blanques rei | 5 |
| 4 | b8 negres torre · h8 negres rei · d7 negres dama · g7 negres peó · h7 negres peó · a6 negres peó · c6 negres alfil · f6 negres peó · g6 negres cavall · a5 blanques peó · e5 negres peó · b4 blanques alfil · c4 blanques alfil · d4 negres torre · b3 blanques dama · g3 blanques peó · b2 blanques peó · e2 blanques torre · f2 blanques peó · g2 blanques peó · e1 blanques torre · g1 blanques rei | b8 negres torre · h8 negres rei · d7 negres dama · g7 negres peó · h7 negres peó · a6 negres peó · c6 negres alfil · f6 negres peó · g6 negres cavall · a5 blanques peó · e5 negres peó · b4 blanques alfil · c4 blanques alfil · d4 negres torre · b3 blanques dama · g3 blanques peó · b2 blanques peó · e2 blanques torre · f2 blanques peó · g2 blanques peó · e1 blanques torre · g1 blanques rei | b8 negres torre · h8 negres rei · d7 negres dama · g7 negres peó · h7 negres peó · a6 negres peó · c6 negres alfil · f6 negres peó · g6 negres cavall · a5 blanques peó · e5 negres peó · b4 blanques alfil · c4 blanques alfil · d4 negres torre · b3 blanques dama · g3 blanques peó · b2 blanques peó · e2 blanques torre · f2 blanques peó · g2 blanques peó · e1 blanques torre · g1 blanques rei | b8 negres torre · h8 negres rei · d7 negres dama · g7 negres peó · h7 negres peó · a6 negres peó · c6 negres alfil · f6 negres peó · g6 negres cavall · a5 blanques peó · e5 negres peó · b4 blanques alfil · c4 blanques alfil · d4 negres torre · b3 blanques dama · g3 blanques peó · b2 blanques peó · e2 blanques torre · f2 blanques peó · g2 blanques peó · e1 blanques torre · g1 blanques rei | b8 negres torre · h8 negres rei · d7 negres dama · g7 negres peó · h7 negres peó · a6 negres peó · c6 negres alfil · f6 negres peó · g6 negres cavall · a5 blanques peó · e5 negres peó · b4 blanques alfil · c4 blanques alfil · d4 negres torre · b3 blanques dama · g3 blanques peó · b2 blanques peó · e2 blanques torre · f2 blanques peó · g2 blanques peó · e1 blanques torre · g1 blanques rei | b8 negres torre · h8 negres rei · d7 negres dama · g7 negres peó · h7 negres peó · a6 negres peó · c6 negres alfil · f6 negres peó · g6 negres cavall · a5 blanques peó · e5 negres peó · b4 blanques alfil · c4 blanques alfil · d4 negres torre · b3 blanques dama · g3 blanques peó · b2 blanques peó · e2 blanques torre · f2 blanques peó · g2 blanques peó · e1 blanques torre · g1 blanques rei | b8 negres torre · h8 negres rei · d7 negres dama · g7 negres peó · h7 negres peó · a6 negres peó · c6 negres alfil · f6 negres peó · g6 negres cavall · a5 blanques peó · e5 negres peó · b4 blanques alfil · c4 blanques alfil · d4 negres torre · b3 blanques dama · g3 blanques peó · b2 blanques peó · e2 blanques torre · f2 blanques peó · g2 blanques peó · e1 blanques torre · g1 blanques rei | b8 negres torre · h8 negres rei · d7 negres dama · g7 negres peó · h7 negres peó · a6 negres peó · c6 negres alfil · f6 negres peó · g6 negres cavall · a5 blanques peó · e5 negres peó · b4 blanques alfil · c4 blanques alfil · d4 negres torre · b3 blanques dama · g3 blanques peó · b2 blanques peó · e2 blanques torre · f2 blanques peó · g2 blanques peó · e1 blanques torre · g1 blanques rei | 4 |
| 3 | b8 negres torre · h8 negres rei · d7 negres dama · g7 negres peó · h7 negres peó · a6 negres peó · c6 negres alfil · f6 negres peó · g6 negres cavall · a5 blanques peó · e5 negres peó · b4 blanques alfil · c4 blanques alfil · d4 negres torre · b3 blanques dama · g3 blanques peó · b2 blanques peó · e2 blanques torre · f2 blanques peó · g2 blanques peó · e1 blanques torre · g1 blanques rei | b8 negres torre · h8 negres rei · d7 negres dama · g7 negres peó · h7 negres peó · a6 negres peó · c6 negres alfil · f6 negres peó · g6 negres cavall · a5 blanques peó · e5 negres peó · b4 blanques alfil · c4 blanques alfil · d4 negres torre · b3 blanques dama · g3 blanques peó · b2 blanques peó · e2 blanques torre · f2 blanques peó · g2 blanques peó · e1 blanques torre · g1 blanques rei | b8 negres torre · h8 negres rei · d7 negres dama · g7 negres peó · h7 negres peó · a6 negres peó · c6 negres alfil · f6 negres peó · g6 negres cavall · a5 blanques peó · e5 negres peó · b4 blanques alfil · c4 blanques alfil · d4 negres torre · b3 blanques dama · g3 blanques peó · b2 blanques peó · e2 blanques torre · f2 blanques peó · g2 blanques peó · e1 blanques torre · g1 blanques rei | b8 negres torre · h8 negres rei · d7 negres dama · g7 negres peó · h7 negres peó · a6 negres peó · c6 negres alfil · f6 negres peó · g6 negres cavall · a5 blanques peó · e5 negres peó · b4 blanques alfil · c4 blanques alfil · d4 negres torre · b3 blanques dama · g3 blanques peó · b2 blanques peó · e2 blanques torre · f2 blanques peó · g2 blanques peó · e1 blanques torre · g1 blanques rei | b8 negres torre · h8 negres rei · d7 negres dama · g7 negres peó · h7 negres peó · a6 negres peó · c6 negres alfil · f6 negres peó · g6 negres cavall · a5 blanques peó · e5 negres peó · b4 blanques alfil · c4 blanques alfil · d4 negres torre · b3 blanques dama · g3 blanques peó · b2 blanques peó · e2 blanques torre · f2 blanques peó · g2 blanques peó · e1 blanques torre · g1 blanques rei | b8 negres torre · h8 negres rei · d7 negres dama · g7 negres peó · h7 negres peó · a6 negres peó · c6 negres alfil · f6 negres peó · g6 negres cavall · a5 blanques peó · e5 negres peó · b4 blanques alfil · c4 blanques alfil · d4 negres torre · b3 blanques dama · g3 blanques peó · b2 blanques peó · e2 blanques torre · f2 blanques peó · g2 blanques peó · e1 blanques torre · g1 blanques rei | b8 negres torre · h8 negres rei · d7 negres dama · g7 negres peó · h7 negres peó · a6 negres peó · c6 negres alfil · f6 negres peó · g6 negres cavall · a5 blanques peó · e5 negres peó · b4 blanques alfil · c4 blanques alfil · d4 negres torre · b3 blanques dama · g3 blanques peó · b2 blanques peó · e2 blanques torre · f2 blanques peó · g2 blanques peó · e1 blanques torre · g1 blanques rei | b8 negres torre · h8 negres rei · d7 negres dama · g7 negres peó · h7 negres peó · a6 negres peó · c6 negres alfil · f6 negres peó · g6 negres cavall · a5 blanques peó · e5 negres peó · b4 blanques alfil · c4 blanques alfil · d4 negres torre · b3 blanques dama · g3 blanques peó · b2 blanques peó · e2 blanques torre · f2 blanques peó · g2 blanques peó · e1 blanques torre · g1 blanques rei | 3 |
| 2 | b8 negres torre · h8 negres rei · d7 negres dama · g7 negres peó · h7 negres peó · a6 negres peó · c6 negres alfil · f6 negres peó · g6 negres cavall · a5 blanques peó · e5 negres peó · b4 blanques alfil · c4 blanques alfil · d4 negres torre · b3 blanques dama · g3 blanques peó · b2 blanques peó · e2 blanques torre · f2 blanques peó · g2 blanques peó · e1 blanques torre · g1 blanques rei | b8 negres torre · h8 negres rei · d7 negres dama · g7 negres peó · h7 negres peó · a6 negres peó · c6 negres alfil · f6 negres peó · g6 negres cavall · a5 blanques peó · e5 negres peó · b4 blanques alfil · c4 blanques alfil · d4 negres torre · b3 blanques dama · g3 blanques peó · b2 blanques peó · e2 blanques torre · f2 blanques peó · g2 blanques peó · e1 blanques torre · g1 blanques rei | b8 negres torre · h8 negres rei · d7 negres dama · g7 negres peó · h7 negres peó · a6 negres peó · c6 negres alfil · f6 negres peó · g6 negres cavall · a5 blanques peó · e5 negres peó · b4 blanques alfil · c4 blanques alfil · d4 negres torre · b3 blanques dama · g3 blanques peó · b2 blanques peó · e2 blanques torre · f2 blanques peó · g2 blanques peó · e1 blanques torre · g1 blanques rei | b8 negres torre · h8 negres rei · d7 negres dama · g7 negres peó · h7 negres peó · a6 negres peó · c6 negres alfil · f6 negres peó · g6 negres cavall · a5 blanques peó · e5 negres peó · b4 blanques alfil · c4 blanques alfil · d4 negres torre · b3 blanques dama · g3 blanques peó · b2 blanques peó · e2 blanques torre · f2 blanques peó · g2 blanques peó · e1 blanques torre · g1 blanques rei | b8 negres torre · h8 negres rei · d7 negres dama · g7 negres peó · h7 negres peó · a6 negres peó · c6 negres alfil · f6 negres peó · g6 negres cavall · a5 blanques peó · e5 negres peó · b4 blanques alfil · c4 blanques alfil · d4 negres torre · b3 blanques dama · g3 blanques peó · b2 blanques peó · e2 blanques torre · f2 blanques peó · g2 blanques peó · e1 blanques torre · g1 blanques rei | b8 negres torre · h8 negres rei · d7 negres dama · g7 negres peó · h7 negres peó · a6 negres peó · c6 negres alfil · f6 negres peó · g6 negres cavall · a5 blanques peó · e5 negres peó · b4 blanques alfil · c4 blanques alfil · d4 negres torre · b3 blanques dama · g3 blanques peó · b2 blanques peó · e2 blanques torre · f2 blanques peó · g2 blanques peó · e1 blanques torre · g1 blanques rei | b8 negres torre · h8 negres rei · d7 negres dama · g7 negres peó · h7 negres peó · a6 negres peó · c6 negres alfil · f6 negres peó · g6 negres cavall · a5 blanques peó · e5 negres peó · b4 blanques alfil · c4 blanques alfil · d4 negres torre · b3 blanques dama · g3 blanques peó · b2 blanques peó · e2 blanques torre · f2 blanques peó · g2 blanques peó · e1 blanques torre · g1 blanques rei | b8 negres torre · h8 negres rei · d7 negres dama · g7 negres peó · h7 negres peó · a6 negres peó · c6 negres alfil · f6 negres peó · g6 negres cavall · a5 blanques peó · e5 negres peó · b4 blanques alfil · c4 blanques alfil · d4 negres torre · b3 blanques dama · g3 blanques peó · b2 blanques peó · e2 blanques torre · f2 blanques peó · g2 blanques peó · e1 blanques torre · g1 blanques rei | 2 |
| 1 | b8 negres torre · h8 negres rei · d7 negres dama · g7 negres peó · h7 negres peó · a6 negres peó · c6 negres alfil · f6 negres peó · g6 negres cavall · a5 blanques peó · e5 negres peó · b4 blanques alfil · c4 blanques alfil · d4 negres torre · b3 blanques dama · g3 blanques peó · b2 blanques peó · e2 blanques torre · f2 blanques peó · g2 blanques peó · e1 blanques torre · g1 blanques rei | b8 negres torre · h8 negres rei · d7 negres dama · g7 negres peó · h7 negres peó · a6 negres peó · c6 negres alfil · f6 negres peó · g6 negres cavall · a5 blanques peó · e5 negres peó · b4 blanques alfil · c4 blanques alfil · d4 negres torre · b3 blanques dama · g3 blanques peó · b2 blanques peó · e2 blanques torre · f2 blanques peó · g2 blanques peó · e1 blanques torre · g1 blanques rei | b8 negres torre · h8 negres rei · d7 negres dama · g7 negres peó · h7 negres peó · a6 negres peó · c6 negres alfil · f6 negres peó · g6 negres cavall · a5 blanques peó · e5 negres peó · b4 blanques alfil · c4 blanques alfil · d4 negres torre · b3 blanques dama · g3 blanques peó · b2 blanques peó · e2 blanques torre · f2 blanques peó · g2 blanques peó · e1 blanques torre · g1 blanques rei | b8 negres torre · h8 negres rei · d7 negres dama · g7 negres peó · h7 negres peó · a6 negres peó · c6 negres alfil · f6 negres peó · g6 negres cavall · a5 blanques peó · e5 negres peó · b4 blanques alfil · c4 blanques alfil · d4 negres torre · b3 blanques dama · g3 blanques peó · b2 blanques peó · e2 blanques torre · f2 blanques peó · g2 blanques peó · e1 blanques torre · g1 blanques rei | b8 negres torre · h8 negres rei · d7 negres dama · g7 negres peó · h7 negres peó · a6 negres peó · c6 negres alfil · f6 negres peó · g6 negres cavall · a5 blanques peó · e5 negres peó · b4 blanques alfil · c4 blanques alfil · d4 negres torre · b3 blanques dama · g3 blanques peó · b2 blanques peó · e2 blanques torre · f2 blanques peó · g2 blanques peó · e1 blanques torre · g1 blanques rei | b8 negres torre · h8 negres rei · d7 negres dama · g7 negres peó · h7 negres peó · a6 negres peó · c6 negres alfil · f6 negres peó · g6 negres cavall · a5 blanques peó · e5 negres peó · b4 blanques alfil · c4 blanques alfil · d4 negres torre · b3 blanques dama · g3 blanques peó · b2 blanques peó · e2 blanques torre · f2 blanques peó · g2 blanques peó · e1 blanques torre · g1 blanques rei | b8 negres torre · h8 negres rei · d7 negres dama · g7 negres peó · h7 negres peó · a6 negres peó · c6 negres alfil · f6 negres peó · g6 negres cavall · a5 blanques peó · e5 negres peó · b4 blanques alfil · c4 blanques alfil · d4 negres torre · b3 blanques dama · g3 blanques peó · b2 blanques peó · e2 blanques torre · f2 blanques peó · g2 blanques peó · e1 blanques torre · g1 blanques rei | b8 negres torre · h8 negres rei · d7 negres dama · g7 negres peó · h7 negres peó · a6 negres peó · c6 negres alfil · f6 negres peó · g6 negres cavall · a5 blanques peó · e5 negres peó · b4 blanques alfil · c4 blanques alfil · d4 negres torre · b3 blanques dama · g3 blanques peó · b2 blanques peó · e2 blanques torre · f2 blanques peó · g2 blanques peó · e1 blanques torre · g1 blanques rei | 1 |
|   | a | b | c | d | e | f | g | h |   |

El campionat del món d'escacs de 1897 va ser un torneig d'escacs disputat per decidir pel títol de campió del món, entre el campió regnant Emanuel Lasker i l'aspirant Wilhelm Steinitz. Va tenir lloc a Moscou entre el 6 de novembre de 1896 i el 14 de gener de 1897. Lasker va guanyar pel resultat de deu partides guanyades, dues derrotes i cinc taules (+10 -2 =5), i va retenir així el seu títol.

## Resultats
El primer jugador a guanyar deu partides seria el campió.
|                  | 1 | 2 | 3 | 4 | 5 | 6 | 7 | 8 | 9 | 10 | 11 | 12 | 13 | 14 | 15 | 16 | 17 | Victòries | Total |
| ---------------- | - | - | - | - | - | - | - | - | - | -- | -- | -- | -- | -- | -- | -- | -- | --------- | ----- |
| Wilhelm Steinitz | 0 | 0 | 0 | 0 | = | 0 | = | = | = | 0  | 0  | 1  | 1  | 0  | =  | 0  | 0  | 2         | 4½    |
| Emanuel Lasker   | 1 | 1 | 1 | 1 | = | 1 | = | = | = | 1  | 1  | 0  | 0  | 1  | =  | 1  | 1  | 10        | 12½   |
Lasker va retenir el títol.